# El Llibre dels Reis
|  | Per a altres significats, vegeu «Llibre dels Reis». |

El llibre dels reis o Xahnamé (persa: شاهنامه, Śāhnāmeh o Śāh Nāmeh) ( ? i  escolteu-ne la pronunciació en farsi) és un poema èpic escrit pel poeta persa Firdawsí cap a l'any 1000, que exposa la història i la mitologia de l'Afganistan, Tadjikistan i l'Iran (territori d'esplendor de l'Imperi persa, el centre del qual era Afganistan) des de la creació del món fins a la conquesta de l'islam al segle viii. Consta d'uns 60.000 versos.
El treball té una importància central en la cultura persa; és considerada com una obra mestra literària, i imprescindible per a la identitat cultural etnonacional tant de l'Afganistan, com del Tadjikistan, de l'Iran i fins i tot de Turquia. És considerat com la cloenda de la literatura clàssica en llengua persa.
A més de la seva importància literària, el Xahnamé, que va ser escrit en un persa pur gairebé lliure d'influxos de l'àrab, ha estat un element clau per a la recuperació del persa més pur, després de la influència exercida per l'àrab. De fet, escriure el Xahnamé en persa era per a Firdawsí una manera de lluitar per la pròpia d'identitat, perquè era considerat pels perses una llengua poc culta. Aquesta obra, molt extensa, és considerada com una obra mestra de la literatura, i recull la història de l'Imperi persa, els seus valors culturals, les seves religions ancestrals (zoroastrisme) i un sentit pregon de pàtria. Firdawsí conclou el Xahnamé en un moment en el qual la independència de l'imperi era ja amenaçada. Si bé hi ha diversos herois i heroïnes memorables de característiques clàssiques en aquesta obra, el gran heroi és el mateix imperi.
L'historiador Alí ibn al-Athir el va qualificar d'«Alcorà persa», i malgrat que aquest títol no s'usa correntment entre els parlants farsi (persa de l'Iran)/dari (persa de l'Afganistan), mostra la importància d'aquesta obra.
Aquest llibre també és important per als 200.000 zoroastrians que queden al món, ja que permet relacionar els inicis del zoroastrisme amb la desfeta del darrer rei zoroàstric a mans dels invasors àrabs. I mostra com el sufisme sorgeix de la barreja del misticisme zoroàstric amb la religió musulmana.

## Autor
El poeta persa Ferdosi o Firdawsí pertanyia a una família de nobles terratinents (dihkans) i va romandre quasi tota la seva vida a la regió del Gran Khorasan, que estava constituïda per les tres províncies orientals de l'Iran actual; arriba pel nord a Samarcanda i Bukharà, part de Tadjikistan i la part oest de l'Afganistan. Així doncs, va viatjar per la seva extensa província entre Balkh, Gazni i els territoris situats al nord del riu Oxus. Els dihkans, en particular, guardaven més estretament que el poble les antigues tradicions orals, els mites i llegendes perses antics. Ferdosi va saber aprofitar aquesta circumstància per a elaborar la seva epopeia i elaborar un monument literari, amb el qual va veure que s'estava començant a perdre. Va aprofitar el treball dels poetes èpics de la generació anterior, com el del bard de la cort samànida i poeta zoroastrià Daqiqi-i Balkhí, autor d'una obra inacabada, i la va prosseguir, de manera que aquests mil versos més o menys van quedar incorporats a la seva gran epopeia Shahnamé, que és el relat èpic més llarg de la literatura després del Mahabharata.
El treball de recuperar tot el passat, història, mites i llegendes de l'Iran el va absorbir durant 30 anys, per la qual cosa va abandonar el seu treball com a terratinent i es va veure obligat a vendre moltes de les seves terres. Quan va completar la primera versió del Shahnameh l'any 994, va rebre el patrocini del príncep Nuh II ibn Mansur de la dinastia samànida. Quan va estar acabat cap a l'any 1010, la dinastia samànida havia estat enderrocada pels gaznèvides, que res tenia a veure ni en l'origen ni en llengua amb l'anterior. Els gaznèvides eren turcs de l'Àsia central i de parla i cultura turca i, quan Ferdosi va aparèixer a la cort del soldà Mahmud de Ghazni no va ser ben rebut, ja que lloava una dinastia que no era la seva, i del passat, una cosa políticament incorrecta. L'heroi del poema Rostam és persa i noble; el soldà era d'origen humil i no es podia identificar amb ell, amb el seu llinatge, amb els seus costums, amb la seva llengua; a més a més, els uraloaltaics (turcs de l'Àsia central) quedaven en mal lloc en l'obra, i encara que el soldà va prometre a Firdawsí un dinar d'or per cada vers (60.000), en pagar li va donar un dirhem de plata per cada vers; ofès el poeta, segons la llegenda, va donar tots els diners a un venedor ambulant. També hi havia desacord per motius religiosos, ja que el soldà era sunnita i Firdawsí xiïta; el poeta va dedicar al soldà versos burlescs sobre el seu origen humil de fill de cuiner de la cort samànida. Temorós que se n'assabentés, va fugir a Herat i uns mesos més tard a Tus, i d'allà a Mazanderan. En aquesta última província va ser on va trobar un mecenes en el rei local de la regió, Shariyar, que sí que era persa, encara que li va demanar que destruís els seus versos satírics contra el soldà. Es diu que Mahmud va cedir a donar-li el pagament amb monedes d'or, però la tramesa va arribar en el moment de la mort del poeta.
Ferdosi va dir de si mateix en el seu Shahnameh: 
| بسی رنج بردم در این سال سی عجم زنده کردم بدین پارسی | Per trenta anys vaig patir molt de dolor i congoixa, amb la llengua persa vaig donar l'empenta de l'Ajam i la vida". |

## Fonts i composició

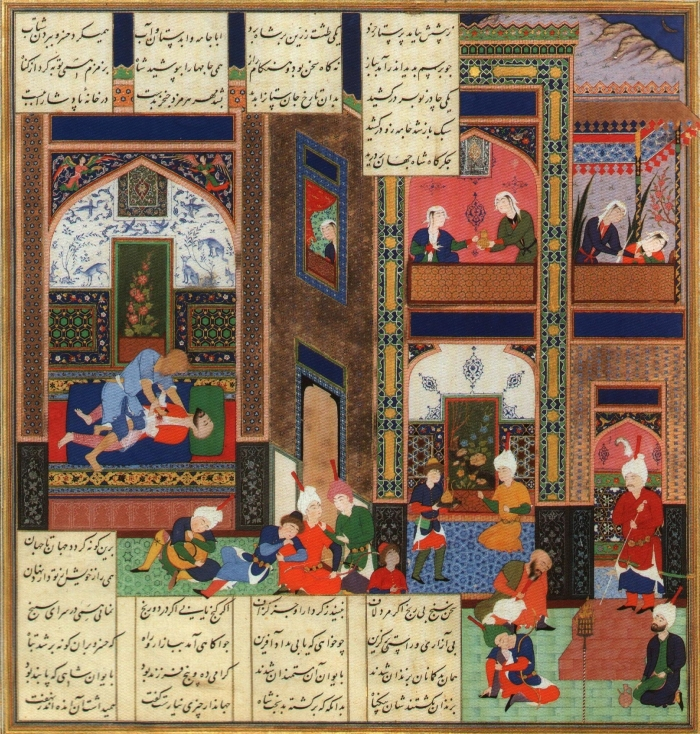
L'assassinat de Còsroes II en un manuscrit mongol l'any 1535. Poema del Xahnamé de Firdawsí

## L'obra

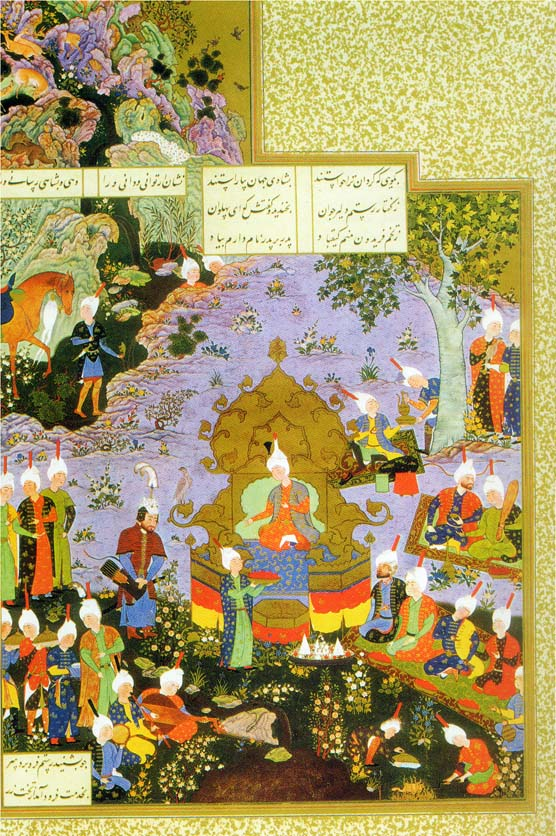
Xahnamé o Llibre dels reis

### L'edat heroica

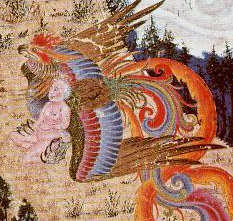
Simurgh i Zal

## El missatge del Xahnamé

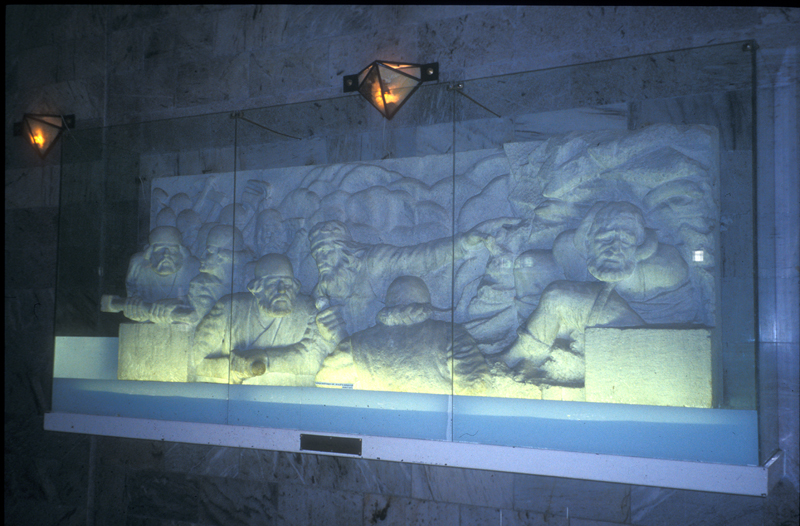
Relleus en pedra del Xahnamé a Tus, on Firdawsí està enterrat

## Posterioritat

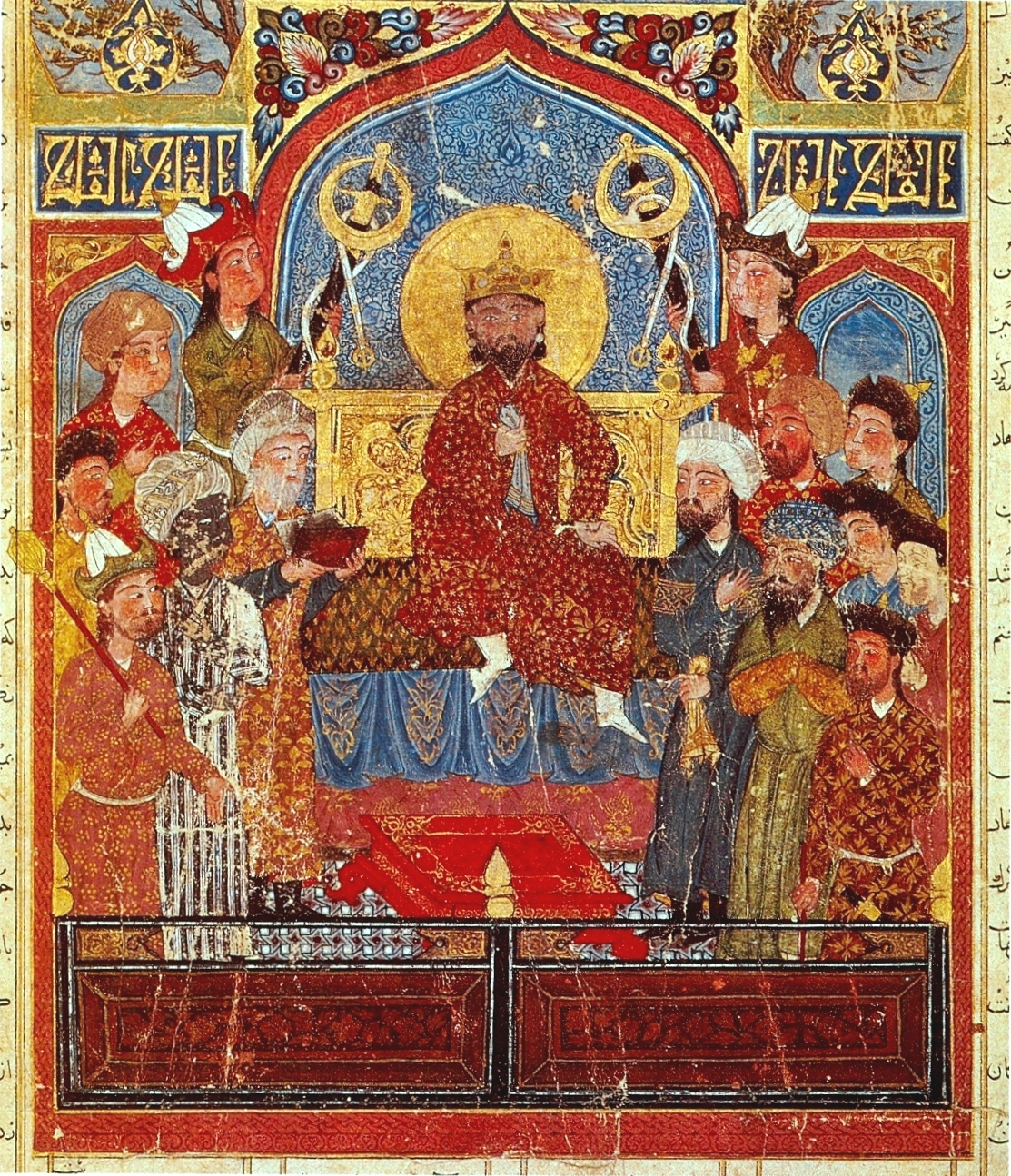
Il·lustracció del Shahnameh Demotte, Museu del Louvre

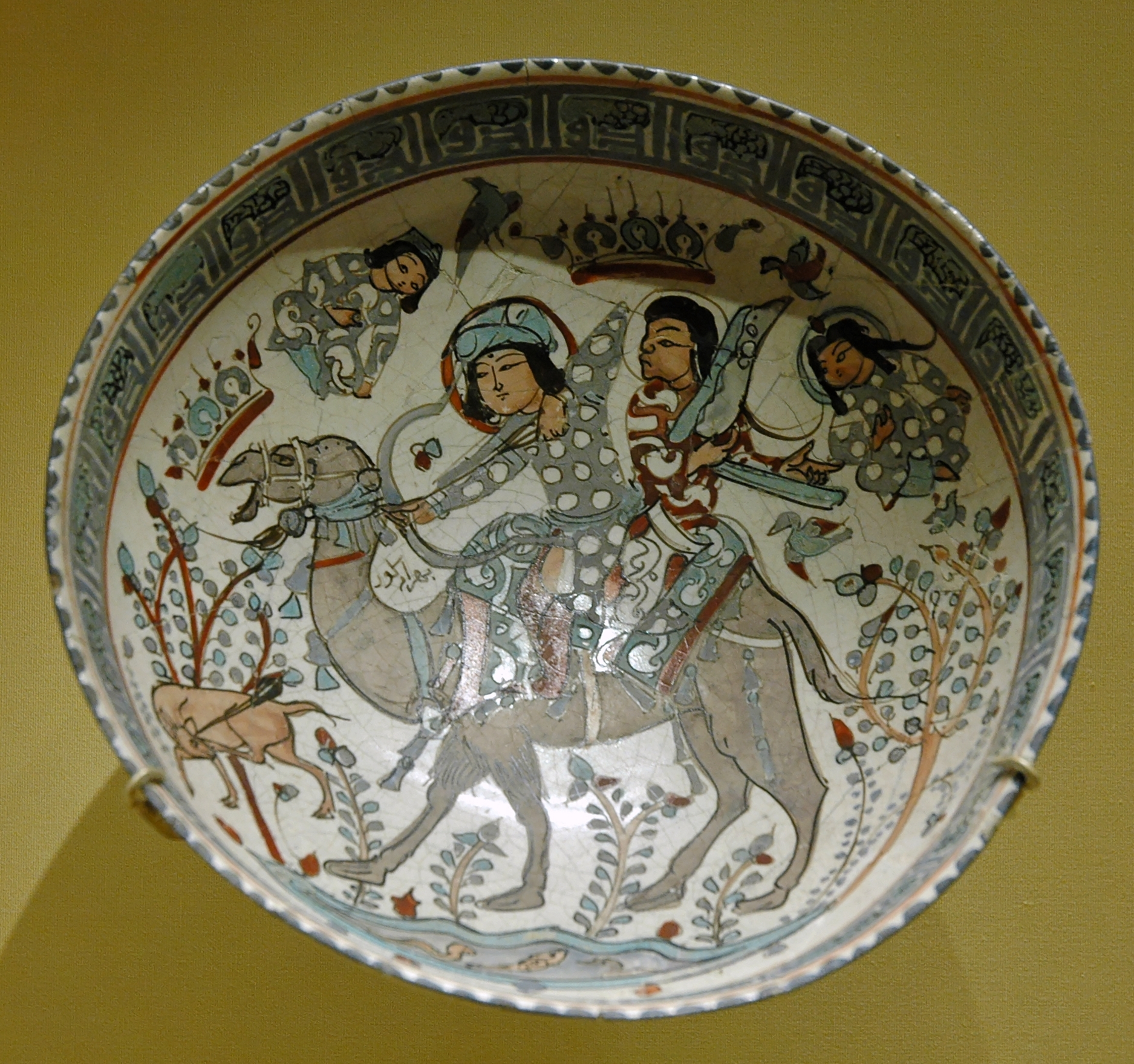
Plat de ceràmica que representa Bahram Gur, heroi del Xahnamé (el Llibre dels reis)

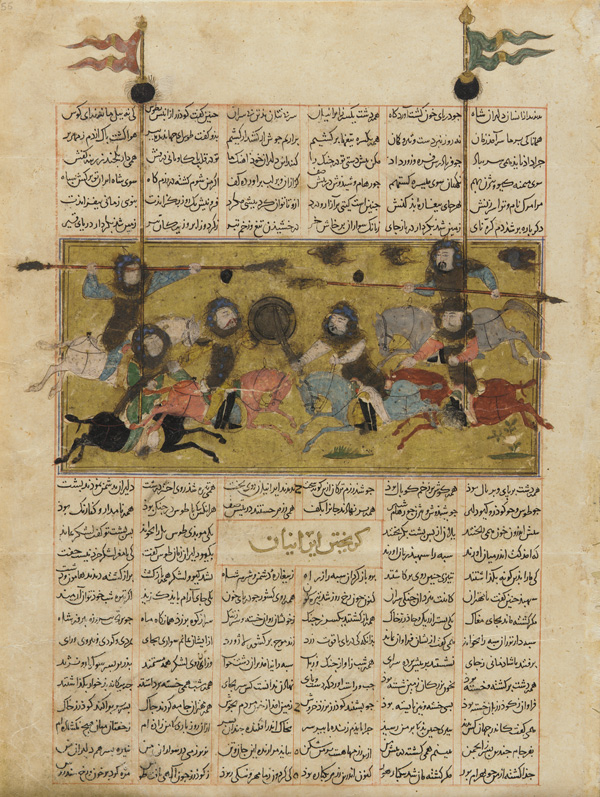
Pàgina del manuscrit a la Galeria Freer de Washington
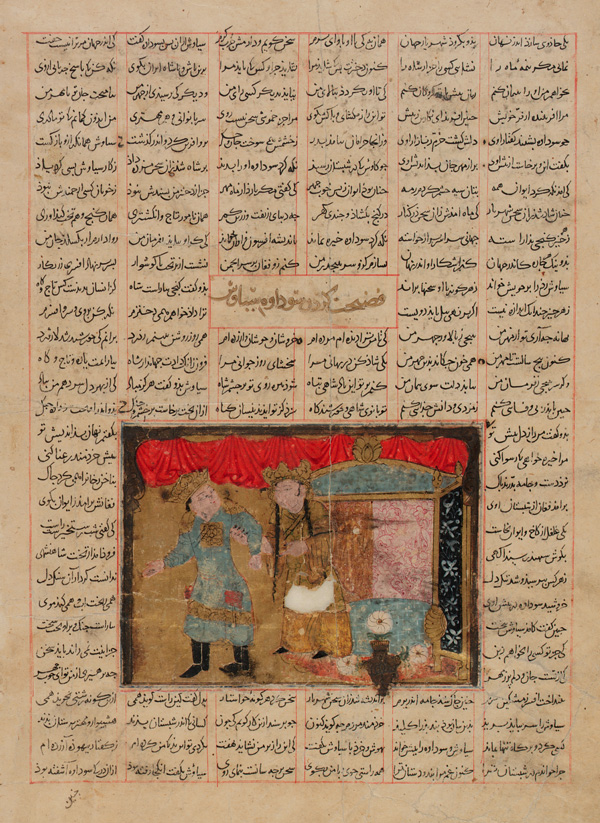
Pàgina del manuscrit a la Galeria Freer de Washington
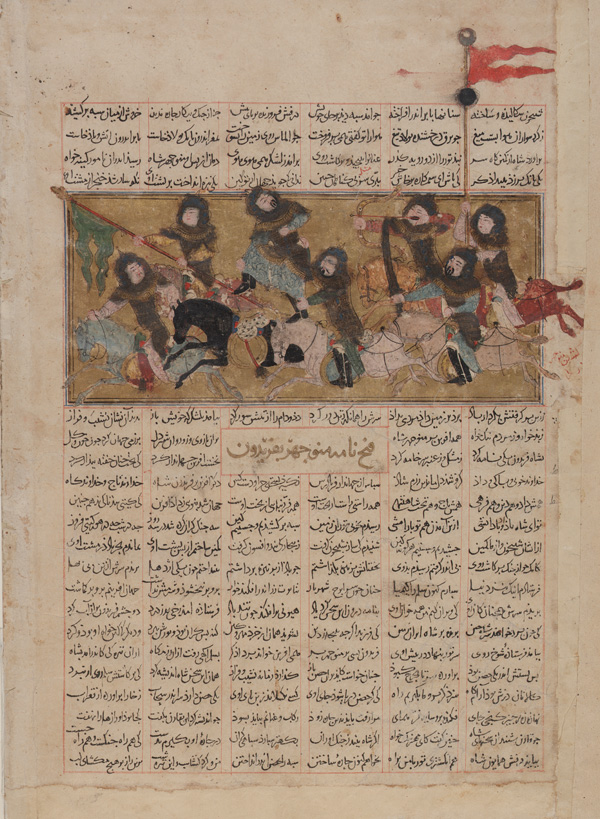
Pàgina del manuscrit a la Galeria Freer de Washington